# Костел благославенної Аніели Салави (Краків)
Костел благославенної Аніели Салави (пол. Kościół bł. Anieli Salawy) – парафіяльний костел священиків місіонерів, що на ал. Київська 29 у Кракові в дільниці V Кроводжа.
Дозвіл на будівництво костелу видала міська рада Кракова у 1991 році. Через рік розпочалися будівельні роботи на чолі з головним архітектором нового храму – Юзефом Дуткевичем. У 1994 році кардинал Францішек Махарський заклав перший камінь, освячений Іваном Павлом II під час церемонії беатифікації патрона костелу бл. Аніели Салави, що відбувалися 13 серпня 1991 року.
Роботи всередині храму почалися в 1996 році. Вікна були прикрашені вітражами Терези Станкевич, а на стінах розвішані стації Хресної дороги. У пресвітерії знаходиться скульптура Христа на хресті, виконана Яном Сієка. Того ж року парафія св. благословенної Аніели Салави, доручена священикам-місіонерам ордену лазаристів.
У наступні роки тривали завершальні роботи, а в 2000 році кардинал Францішек Махарський освятив костел.

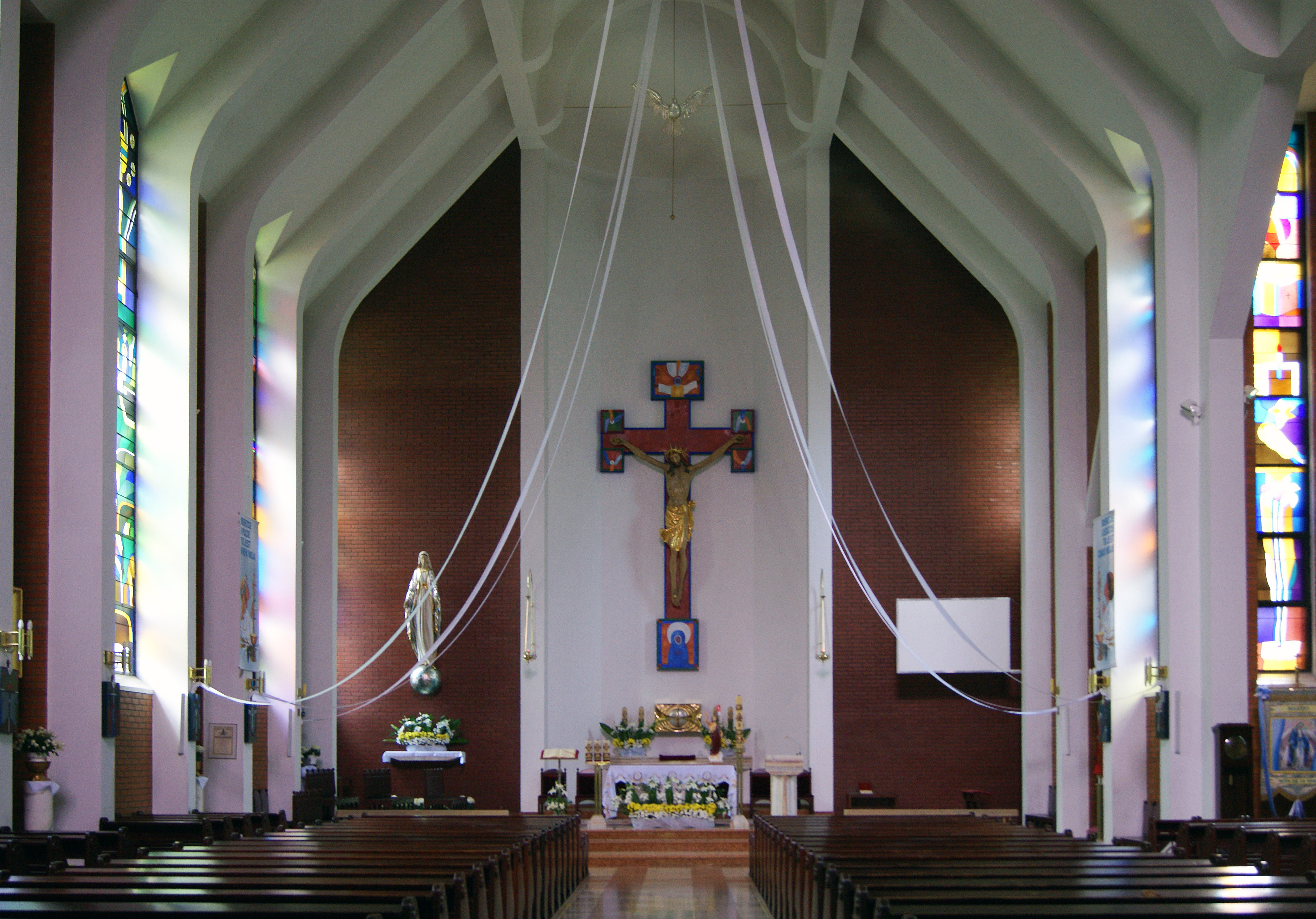
Інтер'єр костела